# اريان اسكارديا
اريان اسكارديا (بالفرنسية: Ariane Ascaride)‏ (و. 1954 – م) هي ممثلة، وكاتبة سيناريو من فرنسا . ولدت في مارسيليا، وأوكسيطانيا .

## التعليم
تعلمت في المعهد الوطني العالي للفنون الدرامية ‏

## جوائز
حصلت على جوائز منها:
- جائزة سيزر لأفضل ممثلة، عن عمل:ماريوس وجانيت (1998).

## روابط خارجية
- اريان اسكارديا على موقع IMDb (الإنجليزية)
- اريان اسكارديا على موقع قاعدة بيانات الأفلام العربية
- اريان اسكارديا على موقع ألو سيني (الفرنسية)
- اريان اسكارديا على موقع ميوزك برينز (الإنجليزية)
- اريان اسكارديا على موقع أول موفي (الإنجليزية)
- اريان اسكارديا على موقع قاعدة بيانات الأفلام السويدية (السويدية)
- اريان اسكارديا على موقع قاعدة بيانات الفيلم (الإنجليزية)
- اريان اسكارديا على موقع كينوبويسك (الروسية)